# Större topptyrann
Större topptyrann (Myiarchus crinitus) är en fågel i familjen tyranner inom ordningen tättingar. Den häckar i östra Nordamerika, från Kanada via östra USA till nordligaste Mexiko. Den övervintrar i södra Florida samt från södra Mexiko söderut till nordligaste Sydamerika.

## Utseende och läten
Större topptyrann är en stor (18–21,5 cm) och tydligt tecknad topptyrann. Av de nordamerikanska arterna är den mest färgglad, med grått huvud och bröst, olivgrön rygg, rostfärgade vingar och stjärt samt bjärt gult på buken. Noterbart är även kontrasterade svartaktiga och vita tertialer samt att det gula på buken sträcker sig längre upp på bröstet än övriga. Jämnstora brunhättad topptyrann (M. tyrannulus) har ljusare undersida och mindre kontrast på tertialerna.

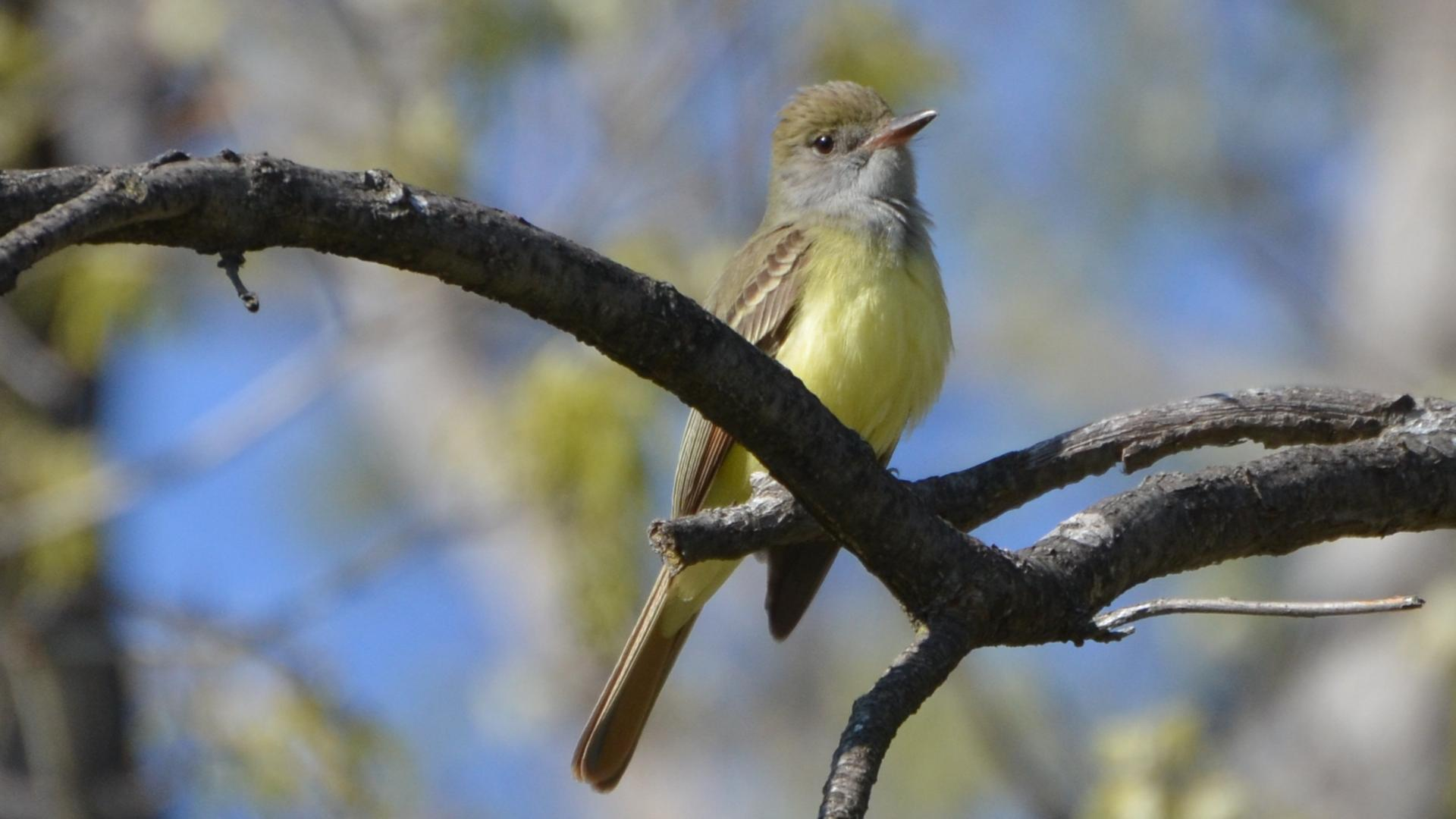

Sången består av en serie med klara och kraftiga fraser, i engelsk litteratur återgivna som "quitta" och "queeto". Bland lätena hörs stigande "queep" och grovt "KRREEP", ofta i upprörda serier.

## Utbredning
Fågeln häckar i östra Nordamerika, från södra Kanada (östra Alberta österut genom södra delarna av Manitoba, Ontario och Quebec till Nova Scotia och tillfälligt Prince Edward Island) samt östra USA (österut från North Dakota och södra Texas) och troligen även nordligaste i Mexiko i nordöstra Coahuila. Den övervintrar i södra Florida och från södra Mexiko genom Centralamerika till Colombia och nordvästra Venezuela.

## Systematik
Arten behandlas som monotypisk, det vill säga att den inte delas in i några underarter. Genetiska studier visar att den tillhör en grupp topptyranner tillsammans med brunhättad (M. tyrannulus) och gråstrupig topptyrann (M. cinerascens) samt yucatántopptyrann (M. yucatanensis).

## Levnadssätt
Större topptyrann är en vanlig fågel i högresta lövskogar. Den ses enstaka eller i par, födosökande rätt högt upp i träden och dold i lövverket på jakt efter insekter och bär. Den häckar i ett hålutrymme från mars–april i söder, maj–juni i norr.

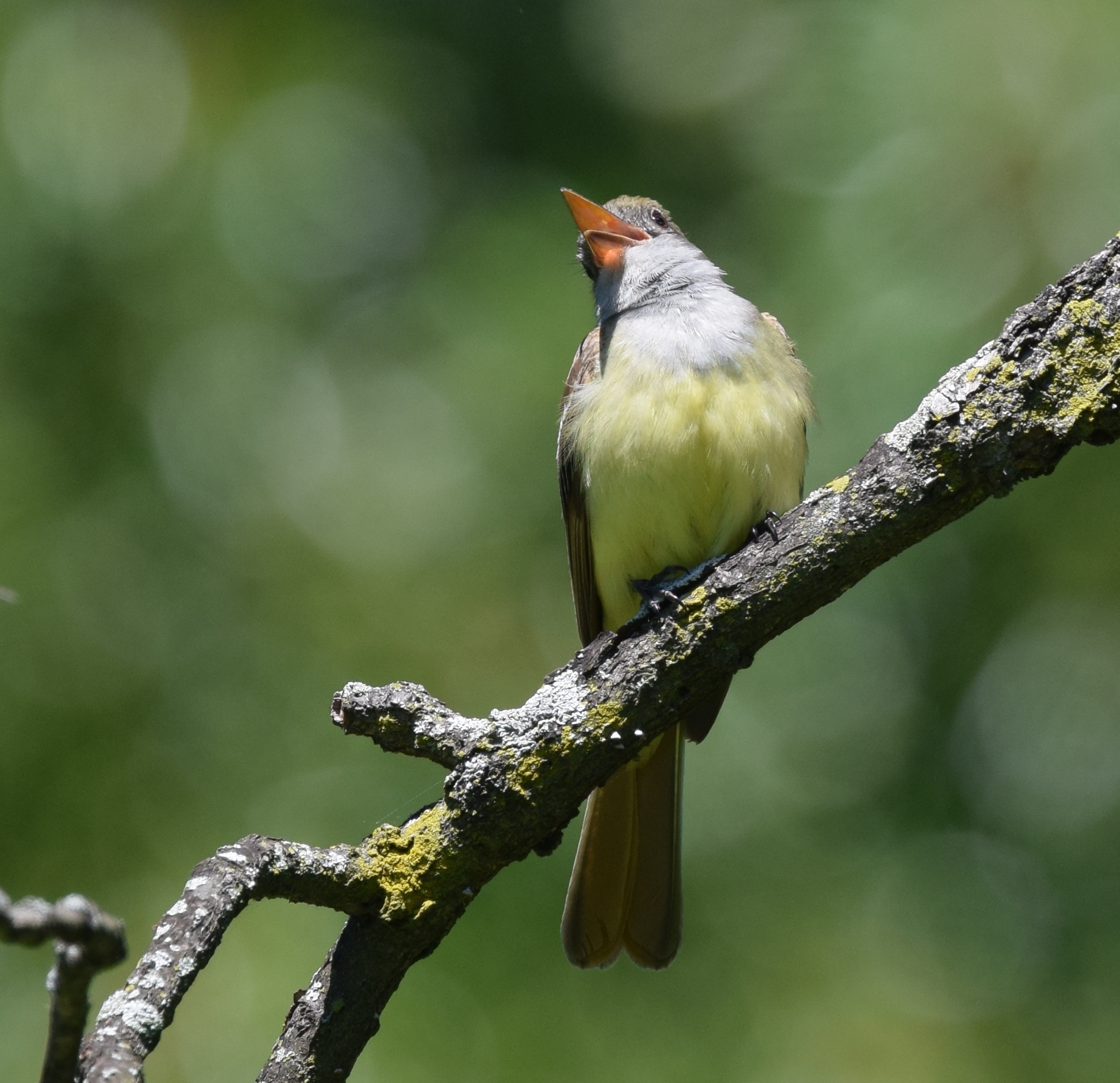

## Status och hot
Arten har ett stort utbredningsområde och det finns inga tecken på vare sig några substantiella hot eller att populationen minskar. Utifrån dessa kriterier kategoriserar IUCN arten som livskraftig (LC). Världspopulationen uppskattas till 6,7 miljoner häckande individer.